# Hermann von Pückler-Muskau

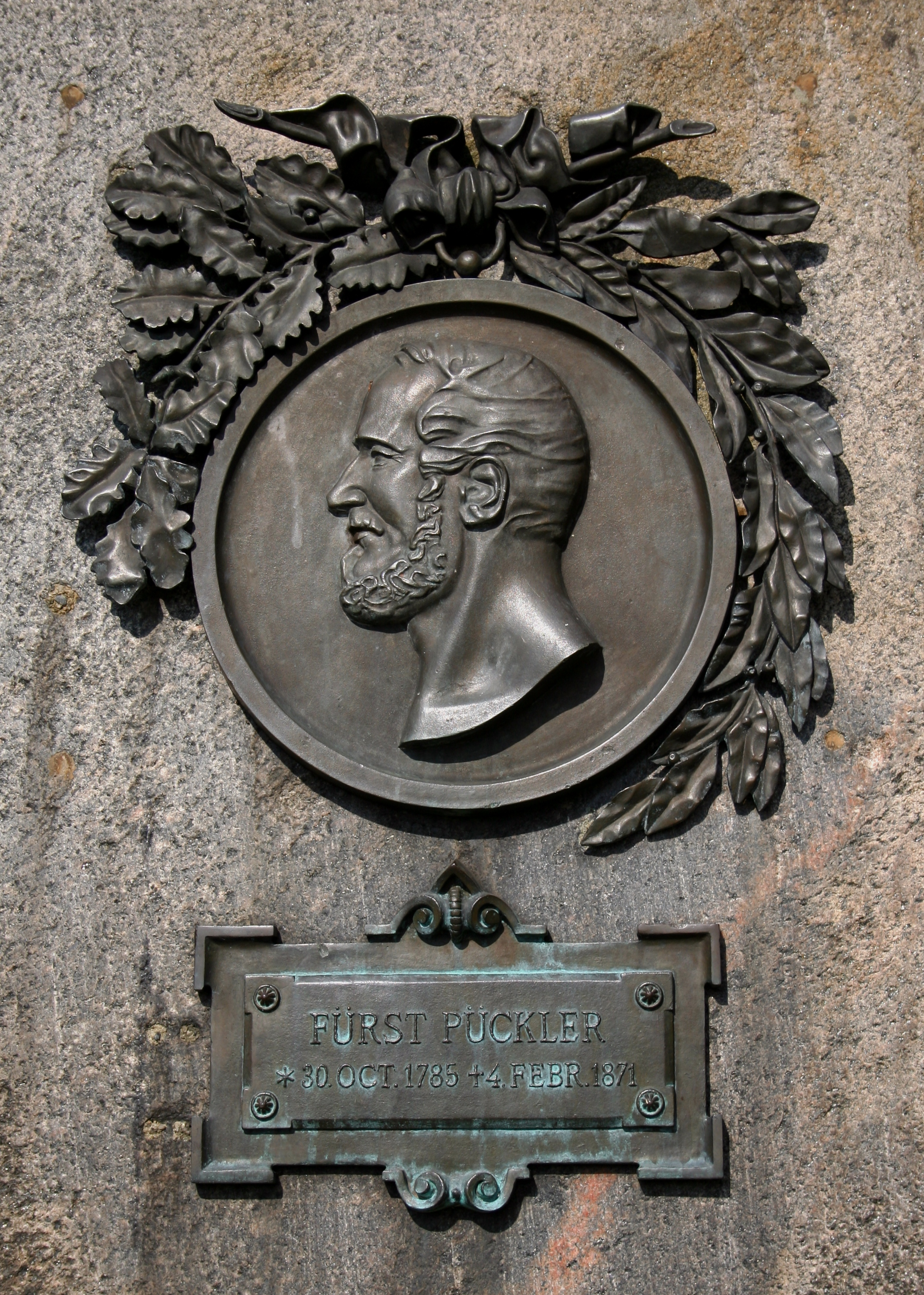
Podobizna Hermanna von Pückler-Muskau na poświęconym mu kamieniu w Parku Mużakowskim

Hermann von Pückler-Muskau (Hermann Ludwig Heinrich von Pückler-Muskauⓘ, ur. 30 października 1785, zm. 4 lutego 1871) – niemiecki książę, ogrodnik, pisarz i podróżnik.
Pückler urodził się 30 października 1785 roku w posiadłości w Mużakowie nad Nysą Łużycką. Część dzieciństwa spędził w zakładzie wychowawczym dla trudnych dzieci, gdzie w ramach obowiązków miał uprawiać działkę ziemi. Następnie podjął studia prawnicze w Lipsku, które szybko porzucił dla służby wojskowej. Z armii został szybko usunięty z powodu hazardu i częstych pojedynków, choć wysoko ceniono jego umiejętności jako żołnierza. Po opuszczeniu armii wyjechał do Wiednia. W 1811 roku odziedziczył po zmarłym ojcu posiadłość w Mużakowie, liczne wsie i sporą sumę pieniędzy.
W 1815 roku rozpoczął projektowanie i realizację Parku Mużakowskiego, co zajęło mu resztę życia. Kompleks w 2004 roku wpisano na listę światowego dziedzictwa UNESCO. Oprócz realizacji założenia parkowego w Mużakowie często podróżował i bywał na salonach europejskich, słynął już wówczas z licznych romansów i ekscentrycznego zachowania. W 1817 roku ożenił się ze starszą o dziewięć lat Lucie Anną Wilhelminą von Pappenheim, a dzięki jej posagowi mógł kontynuować rozwój Parku Mużakowskiego. Pomimo ślubu nie zaprzestał licznych romansów, które żona tolerowała. Oboje wspólnie projektowali założenie parkowe, które stało się ich pasją. W 1826 roku rozwiedli się. Ponieważ zaczęły wyczerpywać się ich środki finansowe, Lucie zaproponowała mężowi, aby znalazł sobie nową, bogatą żonę.
W czasie podróży po Bliskim Wschodzie zakupił abisyńską niewolnicę, Ajiameh Mahbubę, która stała się jego kolejną miłością, ale jednak wkrótce zmarła.
W 1845 roku Pückler był zmuszony sprzedać posiadłość w Mużakowie i przenieść się z byłą żoną Lucie do Branitz koło Chociebuża, gdzie rozpoczął tworzenie kolejnego parku. Lucie zmarła w 1854 roku, a Pückler wkrótce powrócił do romansowego stylu życia.
Zmarł 4 lutego 1871 roku, został pochowany w piramidzie na sztucznym jeziorze w Branitz.
Swoje liczne podróże opisywał w listach i książkach, te ostatnie cieszyły się dużym zainteresowaniem.
W XIX wieku popularny był deser Książę Pückler, wymyślony dla Hermanna von Pückler-Muskau i po raz pierwszy opisany w książce kucharskiej z 1839 roku. Deser składał się z trzech gatunków razem zmrożonych lodów. W uproszczonej formie znany jest do dzisiaj w postaci dwóch wafelków, między którymi znajdują się sprasowane lody śmietankowe, truskawkowe i czekoladowe. 

## Wydane książki
- Briefe eines Verstorbenen (4 tomy, 1830-31)
- Briefe eines Verstorbenen, 4 tomy, Wilson 1831-32
- Andeutungen über Landschaftsgärtnerei[,] verbunden mit der Beschreibung ihrer praktischen Anwendung in Muskau, 1834
- Tutti Frutti, 5 tomów, 1834
- Semilassos vorletzter Weltgang, 3 tomy, 1835
- Semilasso in Afrika, 5 tomów, 1836
- Der Vorläufer, 1838
- Jugend-Wanderungen, 1835
- Südöstlicher Bildersaal, 1840
- Aus Mehemed Ali’s Reich, 3 tomy, 1844
- Die Rückkehr, 3 tomy, 1846–48
- Briefwechsel und Tagebücher des Fürsten Hermann von Pückler-Muskau, 9 tomów, Hamburg 1873-76, Bern ²1971
- Liebesbriefe eines alten Kavaliers. Briefwechsel des Fürsten Pückler mit Ada von Tresckow, ed. Werner Deetjen, 1938
- Bettina von Arnim/Hermann von Pückler-Muskau: »Die Leidenschaft ist der Schlüssel zur Welt«. Briefwechsel 1832-1844